# Музей битвы за Днепр
Музей битвы за Днепр (бел. Музей бітвы за Днепр) — музей в Лоеве Гомельской области Беларуси. Расположен на берегу Днепра.

## Организация
Государственное учреждение культуры «Музей битвы за Днепр» — научно-исследовательское и просветительское учреждение культуры. Музей является научным, культурно-просветительским и методическим локальным центром музейного дела, имеет военно-исторический профиль.

## Описание
Лоевский музей был открыт 9 мая 1985 года как «Музей битвы за Днепр» — филиал Белорусского государственного музея истории Великой Отечественной войны.
Музей битвы за Днепр посвящен форсированию Красной армией Днепра в сентябре 1943 года. Эта выдающаяся операция стала началом освобождения Беларуси от немецко-фашистских захватчиков.
Помимо выставочных залов, в экспозицию включена открытая площадка боевой техники на берегу Днепра.
В витринах музея хранятся бесценные реликвии: фотографии, документы, боевые листовки, фронтовые письма и многие другие экспонаты. Здесь представлена богатая коллекция оружия времен Второй мировой войны.
Экспозиция музея посвящена событиям форсирования р. Днепр на Гомельщине войсками Центрального фронта под командованием К. Рокоссовского, боевым действиям 61 и 65 армий на Лоевском плацдарме и освобождению района от немецко-фашистских захватчиков. Экспозиция содержит материалы о партизанском движении на Лоевщине и о земляках — участниках Второй мировой войны.
Музей битвы за Днепр является мемориальным памятником не только воинам-днепровцам, но и всем участникам Второй мировой войны.
На Аллее героев размещены памятные знаки в честь уроженцев Лоевщины, удостоенных высокого звания Герой Советского Союза.
Туристический маршрут названный «Золотое кольцо Гомельщины» включен в экскурсии музея.

## Фонды
Фонды музея (2008) насчитывают 3293 единицы хранения, из которых 1656 единиц — экспонаты основного фонда. Общая площади экспозиции 170 м².
На 2019 год собрание музея составляет более 5 000 единиц хранения.
Фонды представлены коллекциями документов (удостоверения к наградам, партизанские листовки, фронтовые листы земляков и участников битвы за Днепр, грамоты и т. п.), фотодокументов, печатных изданий, предметов фалеристики, боевой техники и средств переправы, экипировка и одежда участников битвы за Днепр, подручные средства переправы первых десантных отрядов, а также вооружение и боевая техника времен Великой Отечественной войны — пулеметы, минометы, противотанковое ружье, образцы стрелкового оружия.

## Экспозиции
Основная экспозиция музея рассказывает о форсировании реки Днепр солдатами Центрального фронта под командованием К. К. Рокоссовского. Точно и подробно освящены боевые действия 61 и 65 армий, происходившие на Лоевском плацдарме. Также посетители узнают, как был освобождён район и о деятельности партизанского движения на Лоевщине.
Среди экспонатов много документальных сведений о земляках-солдатах, представлены подручные средства переправы, воинское снаряжение и даже частные коллекции оружия. Особый интерес представляют боевые награды и личные фотографии фронтовиков, а также партизанский дневник и стенгазета антифашистского содержания.
Экспонируются материалы, посвящённые рейду партизан под командованием С. А. Ковпака и А. Н. Сабурова через территорию Лоевского района 7 ноября 1942 года.
Музей имеет и открытую выставочную площадку, на которой представлены образцы боевой техники, участвующей в боях на берегу Днепра.
Экспозиция музея размещена в 2 залах. 
- Первая посвящена началу форсирования Днепра на Гомельщине войсками Центрального фронта под командованием К. К. Рокоссовского.  После разгрома гитлеровцев на Курской дуге Красная Армия осенью 1943 г. осуществила одну из самых крупномасштабных операций Великой Отечественной войны, вошедшую в историю как битва за Днепр. С обеих сторон в ней приняли участие около 4 млн солдат и офицеров. Разделы экспозиции рассказывают о подготовке к форсированию Днепра, раскрывают подвиги воинов 13-й армии, которая первая вступила на белорусскую землю, бойцов 61-й армии под командованием генерал-лейтенанта П. А. Белова, которая начала в сентябре 1943 г. Освобождение Лоевского района.
- Экспозиция второго зала посвящена боевым действиям 65-й армии под командованием генерал-лейтенанта П. И. Батова во время форсирования Днепра и освобождения г. п. Лоев и района от немецко-фашистских захватчиков. Фотодокументы музея отражают ход операции, успех которой во многом был определен слаженным взаимодействием различных родов войск. В экспозиции представлены фотографии летчиков 16-й Воздушной армии, танкистов 9-го и 1-го гвардейского танковых корпусов, принимавших участие в боях на Лоевском плацдарме. Здесь демонстрируются документы и личные вещи дважды Героя Советского Союза П. И. Батова. В 2005 году на мемориальной площадке музея установлен его бюст.

Экспонируются личные вещи начальника штаба 65-й армии генерал-майора И. С. Глебова.
Экспозиции
- Уроженцы Лоевского района на фронтах войны Документы: наградные, благодарственные грамоты, письма; фотодокументы, фалеристика (памятные медали, значки).
- Партизанское движение на Лоевщине Документы: партизанский дневник, стенная газета партизанского отряда "За Родину", листовки и фотодокументы.
- Форсирование реки Днепр на Гомельщине Коллекции документов, фотодокументов, воинского снаряжения, одежды, оружия и боеприпасов. Фронтовые письма, личные вещи П. И. Батова, И.С. Глебова; оружие — СВТ, ППШ, ПТР, ДП, миномет 82-мм.